# Steeres timalia
Steeres timalia (Liocichla steerii) is een zangvogel uit de familie Leiothrichidae. Deze vogel is genoemd naar zijn ontdekker, de Amerikaanse ornitholoog Joseph Beal Steere.

## Verspreiding en leefgebied
Deze soort is endemisch in Taiwan.

## Status
De grootte van de populatie is niet gekwantificeerd maar de soort wordt omschreven als zeer algemeen. Op de Rode lijst van de IUCN heeft deze soort de status niet bedreigd.